# سری بی
سری بی (به ایتالیایی: Serie B) بعد از سری آ معتبرترین لیگ فوتبال در کشور ایتالیا است که از ۱۹۲۹ تاکنون در این کشور برگزار می‌شود.
سری بی از یک لیگ، ۲۰ تیمی که از سراسر ایتالیا در آن شرکت می‌کنند، تشکیل می‌شود و بعد از اتمام هر فصل سه تیم به سری آ صعود می‌کنند. دو تیم اول به صورت مستقیم به سری آ صعود می‌کنند و تیم سوم از طریق بازی‌های پلی‌آف بین تیم‌های سوم تا هشتم جدول مشخص می‌شود.
جنوآ و آتالانتا هرکدام با ۶ قهرمانی، پرافتخارترین تیم‌های این مسابقات به حساب می‌آیند.
برشا با ۶۱ فصل، بیشترین حضور را در این مسابقات داشته است.